# Александар Нађфеји
Александар Нађфеји (Београд, 27. октобар 1976) је бивши српски кошаркаш. Играо је на позицији крилног центра. Познат је као кошаркаш београдског Радничког али и по дугој каријери у немачким клубовима.

## Каријера
Сениорску каријеру започео је у КК Пут а наставио у Радничком са Црвеног крста. Три сезоне је играо за Раднички и скренуо пажњу на себе пре свега скочношћу и борбом испод коша. Године 2000. је у ЈУБА лиги просечно бележио 17,7 поена и имао 7,7 скокова, по чему је био у врху домаће лиге.
Након тога одлази у Немачку где ће провести остатак своје кошаркашке каријере. Играо је за велики број клубова и важио за веома поузданог играча. Прво је играо за Бон са којим је три сезоне играо и Еврокуп у којој је имао веома запажен учинак. У првој сезони је имао најбољи учинак од 17,4 поена и 6,3 скокова по утакмици. Са Келном је освојио Првенство и Куп Немачке а исти успех је касније поновио и са Албом. Са Албом је одиграо и сезону у Евролиги где је просечно постизао 8,7 поена. Играјући за Бајерн предводио је овај тим до уласка у прву лигу Немачке, а каријеру је завршио 2016. године у Тибингену.

## Остало
Александар има синове Милоша и Немању и кћерку Невену. Оба сина такође тренирају кошарку. Његов брат Стеван Нађфеји је такође српски кошаркаш.

## Успеси

### Клупски
- Келн:
  - Првенство Немачке (1): 2005/06.
  - Куп Немачке (1): 2007.
- АЛБА Берлин:
  - Првенство Немачке (1): 2007/08.
  - Куп Немачке (1): 2009.

### Појединачни
- Најкориснији играч финала Првенства Немачке (1): 2005/06.
- Учесник Ол-стар утакмице Првенства СР Југославије (2): 1998/99, 2000/01.
- Учесник Ол-стар утакмице Првенства Немачке (5): 2001/02, 2002/03, 2003/04, 2005/06, 2007/08.

### Репрезентативни
- Медитеранске игре:  1997.
- Светско првенство до 22 године:  1997.